# Cochlostoma parnonis
Cochlostoma parnonis is een slakkensoort uit de familie van de Megalomastomatidae. De wetenschappelijke naam van de soort is voor het eerst geldig gepubliceerd in 1981 door Schutt.